# Comuna Sokolova Balka, Novi Sanjarî
Sokolova Balka (în ucraineană Соколова Балка) este o comună în raionul Novi Sanjarî, regiunea Poltava, Ucraina, formată din satele Andriivka, Sokolova Balka (reședința) și Svitlivșciîna.

## Demografie
Componența lingvistică a comunei Sokolova Balka
     Ucraineană (96,92%)
     Rusă (2,86%)
     Alte limbi (0,23%)
Conform recensământului din 2001, majoritatea populației comunei Sokolova Balka era vorbitoare de ucraineană (96,92%), existând în minoritate și vorbitori de rusă (2,86%).